# ハンダカップ
ハンダカップ(HANDA CUP)は、ゴルフの女子シニアを対象とした、アメリカ選抜選手チームと世界選抜選手チームによる団体対抗戦。レジェンズツアーの正式大会として2006年から2015年まで開催されていた。2013年からは「ISPS ハンダカップ(ISPS HANDA CUP)」に改称された。

## 試合の方式
ライダーカップと同様のマッチプレー形式で行われる。
大会は2日間行われ、それぞれ2:2のチーム戦で、午前中はフォアボール（4人全員=1チーム2名がティーショットからホールアウトまでプレーし、それぞれのチームのいいスコアを採用する方式）、午後はフォアサム（ティーショットは4人全員で打ち、それ以後はティーショットのベストボールを選択してプレーする）によって4組ずつ行う。

## 歴代成績
太字は勝利チームのスコア。
| 年               | 開催コース                             | 開催州               | スコア                      | スコア           |
| 年               | 開催コース                             | 開催州               | アメリカ選抜 主将           | 世界選抜 主将    |
| ISPSハンダカップ | ISPSハンダカップ                       | ISPSハンダカップ     | ISPSハンダカップ            | ISPSハンダカップ |
| ---------------- | -------------------------------------- | -------------------- | --------------------------- | ---------------- |
| 2015年           | Palm Aire Country Club                 | フロリダ州           | 26 ナンシー・ロペス         | 22               |
| 2014年           | Old Waverly Golf Club                  | ミシシッピ州         | 28 ナンシー・ロペス         | 20               |
| 2013年           | Hermitage Golf Course                  | テネシー州           | 21 ジョアン・カーナー       | 27               |
| ハンダカップ     |                                        |                      |                             |                  |
| 2012年           | Reunion Resort and Club                | フロリダ州           | 24 ジョアン・カーナー       | 24               |
| 2011年           | Wentworth by the Sea Country Club      | ニューハンプシャー州 | 34 キャシー・ウィットワース | 14               |
| 2010年           | Wentworth by the Sea Country Club      | ニューハンプシャー州 | 27 キャシー・ウィットワース | 21               |
| 2009年           | Slammer & Squire at World Golf Village | フロリダ州           | 28 キャシー・ウィットワース | 20               |
| 2008年           | Slammer & Squire at World Golf Village | フロリダ州           | 31 キャシー・ウィットワース | 17               |
| 2007年           | Slammer & Squire at World Golf Village | フロリダ州           | 26 キャシー・ウィットワース | 22 樋口久子      |
| 2006年           | Slammer & Squire at World Golf Village | フロリダ州           | 27 キャシー・ウィットワース | 11 樋口久子      |

## テレビ放映

### 日本
- 「女子シニア感動の熱戦 HANDA USA CUP」（TOKYO MX 2007年2月3日）

## プロアマ交流戦
2007年12月14日の第2回で、ブラインドゴルフの普及を目的としたプロアマ交流戦が開催され、世界ブラインドゴルフ協会やブラインドゴルフ関係者が女子シニアとラウンドし、レセプションで連携強化を確認した。本大会は、ブラインドゴルフの周知やボランティア活動の活発化も目的のひとつとしているという。

## 大会名称
週刊ゴルフダイジェストによると、大会名は、ワールドシニアゴルフレディース大会会長、本大会会長、日本ブラインドゴルフ振興協会設立者である半田晴久（深見東州）がスポンサーであり、半田姓が名称となったとされている。